# Грінвуд (Міннесота)
Грінвуд (англ. Greenwood) — місто (англ. city) в США, в окрузі Ганнепін штату Міннесота. Населення — 726 осіб (2020).

## Географія
Грінвуд розташований за координатами 44°54′19″ пн. ш. 93°33′1″ зх. д. / 44.90528° пн. ш. 93.55028° зх. д. (44.905275, -93.550319). За даними Бюро перепису населення США в 2010 році місто мало площу 1,57 км², з яких 0,93 км² — суходіл та 0,64 км² — водойми. В 2017 році площа становила 0,92 км², з яких 0,92 км² — суходіл та 0,01 км² — водойми.

## Демографія
Згідно з переписом 2010 року, у місті мешкало 688 осіб у 290 домогосподарствах у складі 223 родин. Густота населення становила 438 осіб/км². Було 327 помешкань (208/км²).
Расовий склад населення:
| - 95,3 % — білих - 1,9 % — азіатів - 0,6 % — чорних або афроамериканців - 0,3 % — корінних американців |

До двох чи більше рас належало 1,7 %. Частка іспаномовних становила 2,0 % від усіх жителів.
За віковим діапазоном населення розподілялося таким чином: 19,3 % — особи молодші 18 років, 66,7 % — особи у віці 18—64 років, 14,0 % — особи у віці 65 років та старші. Медіана віку мешканця становила 49,8 року. На 100 осіб жіночої статі у місті припадало 107,9 чоловіків; на 100 жінок у віці від 18 років та старших — 105,6 чоловіків також старших 18 років.
Середній дохід на одне домашнє господарство становив 242 980 доларів США (медіана — 125 417), а середній дохід на одну сім'ю — 284 209 доларів (медіана — 159 375). Медіана доходів становила 113 750 доларів для чоловіків та 51 625 доларів для жінок. За межею бідності перебувало 1,1 % осіб, у тому числі 1,6 % дітей у віці до 18 років та 1,7 % осіб у віці 65 років та старших.
Цивільне працевлаштоване населення становило 431 осіб. Основні галузі зайнятості: науковці, спеціалісти, менеджери — 16,7 %, освіта, охорона здоров'я та соціальна допомога — 16,0 %, виробництво — 14,4 %.